# کویروس
کویروس (به اسپانیایی: Coirós) یک دهستان اسپانیا است.

## خصوصیات
کویروس ۳۴٫۰۶ کیلومترمربع مساحت و ۱٬۶۵۰ نفر جمعیت دارد.